# Spielgemeinschaft Flensburg-Handewitt
SG Flensburg-Handewitt é uma equipe de handebol de Flensburg , na Alemanha. Atualmente, o SG Flensburg-Handewitt compete no Campeonato Alemão de Handebol.

## Titulos
Lista atualizada em 2013. 
EHF Champions League:1
2014
- Campeonato Alemão de Handebol: 1
  - 2004

- Copa da Alemanha de Handebol: 3
  - 2003, 2004, 2005

- EHF Champions League Finalista: 2
  - 2004, 2007

- Copa dos campeões da EHF: 2
  - 2001, 2012

- Copa da EHF: 1
  - 1997

## Elenco 2012/13

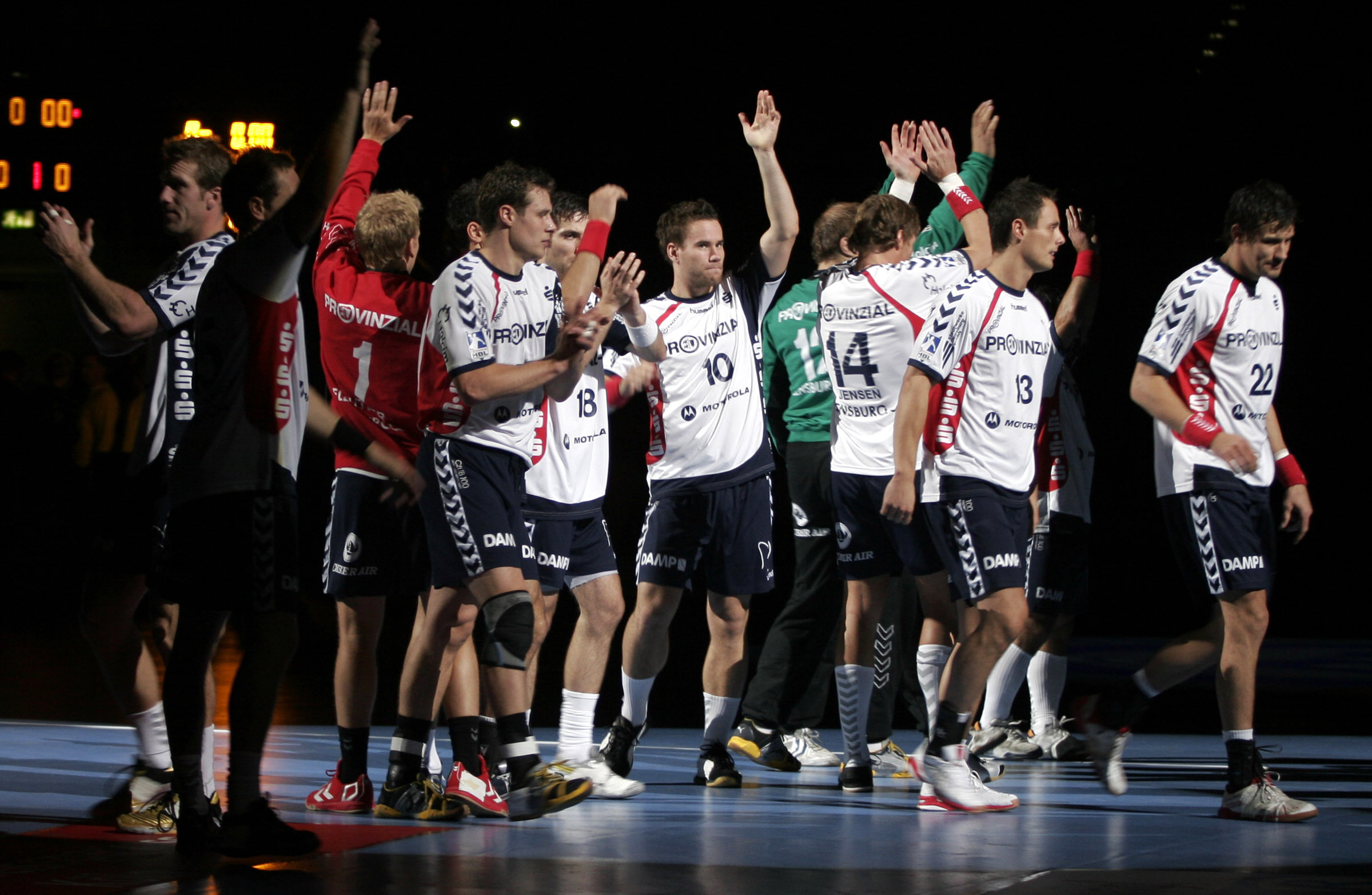
SG Flensburg-Handewitt em 9 de Setembro de 2007

Lista atualizado em 2013.  / 
| Nr. | Nacionalidade | Nome                  |
| --- | ------------- | --------------------- |
| 1   | Sweden        | Mattias Andersson     |
| 16  | Denmark       | Sørenn Rasmussen      |
| 3   | Sweden        | Tobias Karlsson       |
| 4   | Germany       | Maik Machulla         |
| 5   | Iceland       | Arnór Atlason         |
| 7   | Denmark       | Anders Eggert         |
| 9   | Germany       | Holger Glandorf       |
| 10  | Denmark       | Thomas Mogensen       |
| 11  | Denmark       | Lasse Svan Hansen     |
| 13  | Germany       | Steffen Weinhold      |
| 17  | Serbia        | Petar Đorđić          |
| 18  | Germany       | Morten Dibbert        |
| 21  | Germany       | Jacob Heinl           |
| 22  | Iceland       | Ólafur Gústafsson     |
| 23  | Germany       | Malte Voigt           |
| 25  | Germany       | Florian von Gruchalla |
| 28  | Germany       | Lars Kaufmann         |
| 77  | Denmark       | Michael V. Knudsen    |

## Jogadores Notáveis
| - Frank von Behren - Christian Berge - Joachim Boldsen - Lars Christiansen - Jan Fegter - Matthias Hahn - Christian Hjermind - Jan Holpert - Lars Krogh Jeppesen - Jan Eiberg Jørgensen - Andrej Klimovets | - Blaženko Lacković - Jan Thomas Lauritzen - Marcin Lijewski - Holger Schneider - Glenn Solberg - Torge Johannsen - Thorsten Storm - Søren Stryger - Ljubomir Vranjes - Johnny Jensen |